# Matilda av Sachsen
Matilda av Sachsen, även Matilda av Ringelheim, född cirka 895 i Engern, död 14 mars 968 i Quedlinburg, var drottning av Tyskland och hertiginna av Sachsen, gift med Henrik Fågelfängaren. Hon var mor till Hedvig, Otto I, Gerberga av Sachsen, Henrik och Bruno.
Matilda grundade flera kloster och visade stor givmildhet gentemot fattiga och sjuka. Matilda vördas som helgon inom Romersk-katolska kyrkan. Hennes minnesdag firas den 14 mars.